# Îlet Boissard
L'Îlet Boissard est un îlet de Guadeloupe, appartenant administrativement à Pointe-à-Pitre.

## Géographie
L'îlet est situé dans le Petit Cul-de-sac marin à moins de 100 m du rivage de la zone industrielle de Jarry et s'étend sur 500 m de longueur.

## Histoire
Nommé îlet à Chantereau au XIXe siècle, il était le siège d'une tannerie en 1804. Ses habitants s'y consacrent ensuite à la pêche à partir des années 1860 ; se trouve ainsi un vivier destiné à conserver les poissons.
L'îlet est toujours habité aujourd’hui.

## Galerie

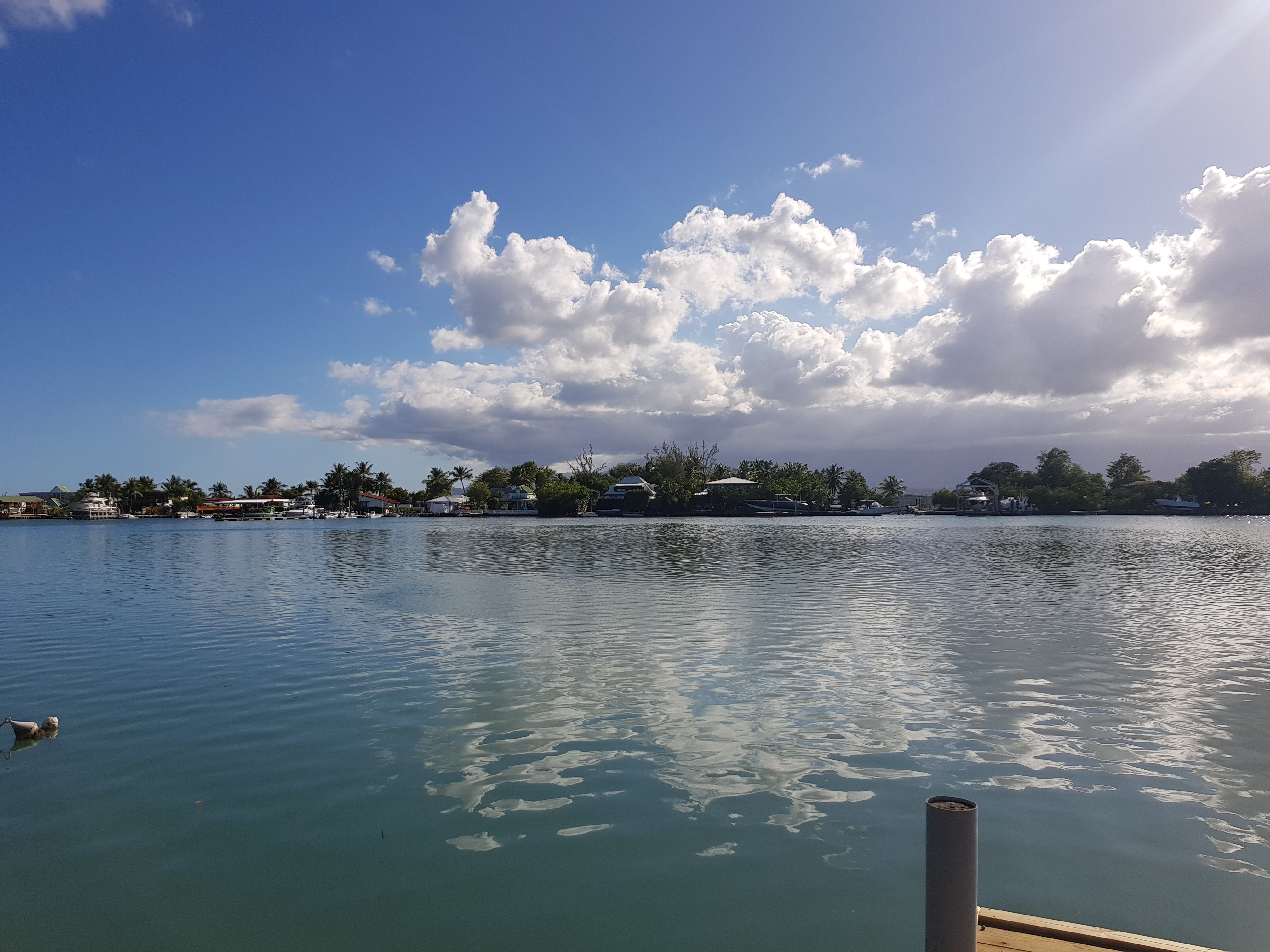
Îlet Boissard et ses habitations par la côte
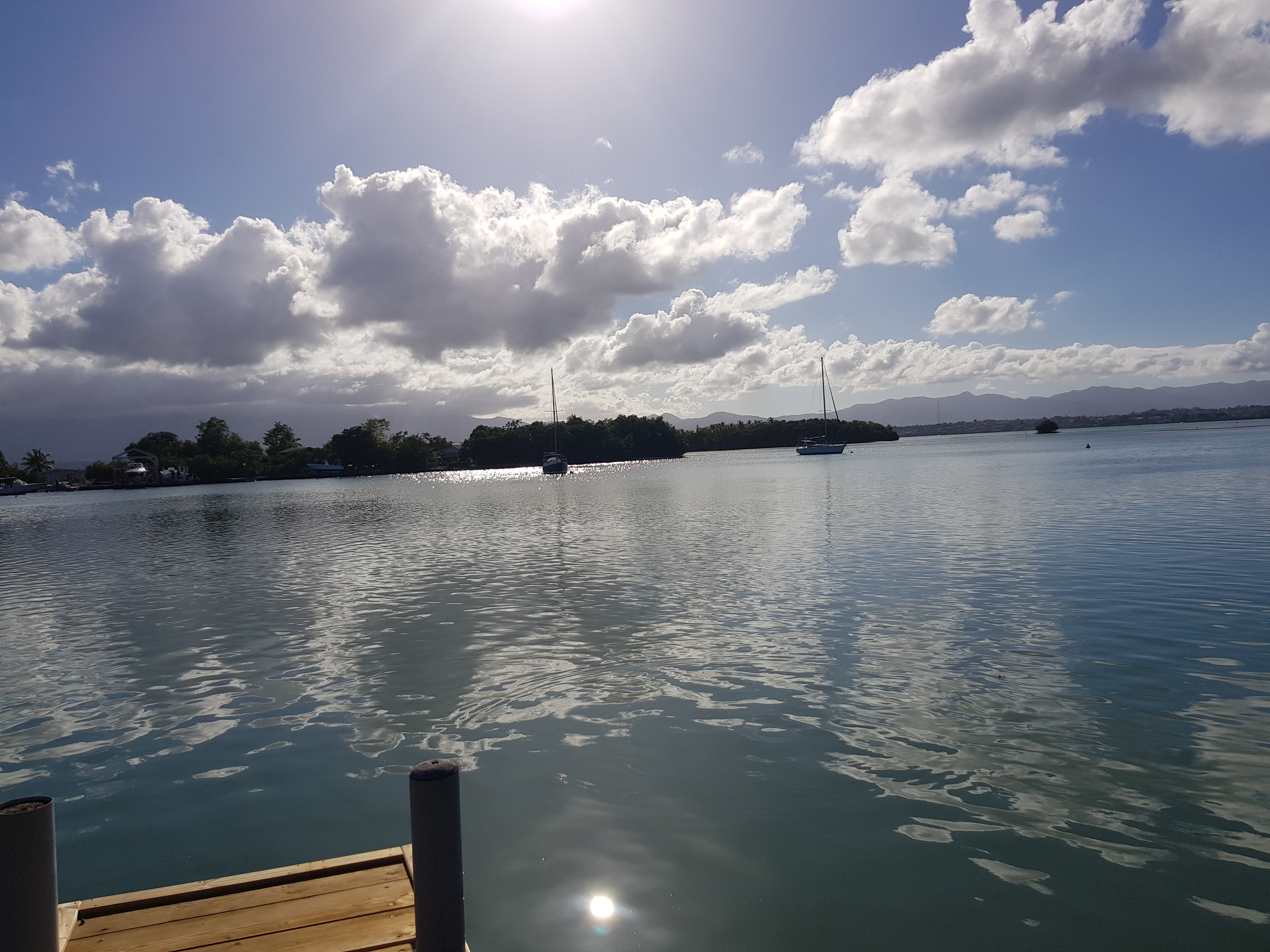
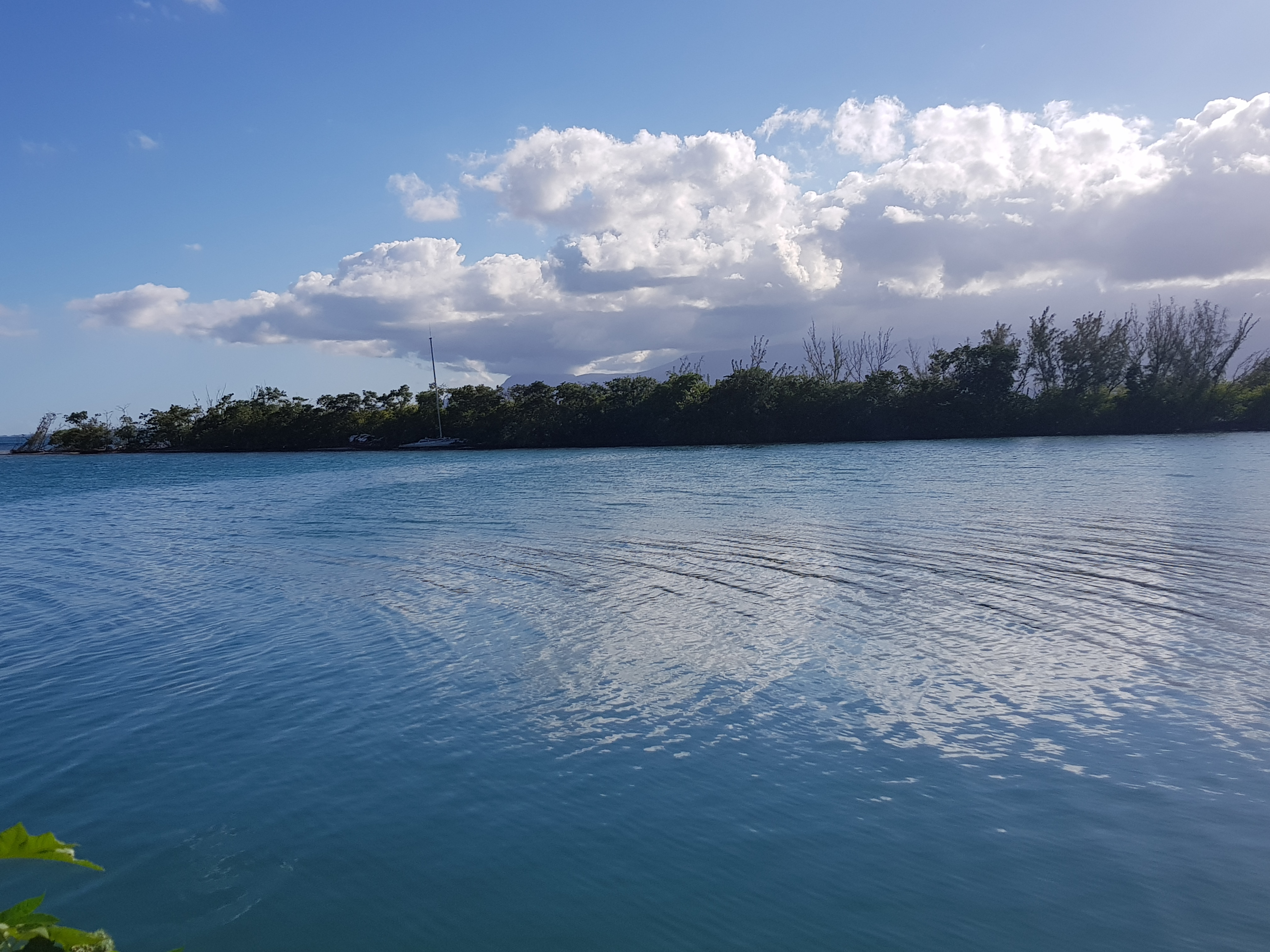
Pointe extrême de l'îlet à l'ouest, non construite